# محسن متولی
محسن متولی (انگلیسی: Mouhcine Moutouali؛ زادهٔ ۳ مارس ۱۹۸۶) بازیکن فوتبال اهل مراکش است.
از باشگاه‌هایی که در آن بازی کرده‌است می‌توان به باشگاه فوتبال الامارات امارات، باشگاه ورزشی الوکره، و باشگاه فوتبال الرجا اشاره کرد.
وی همچنین در تیم‌های ملی فوتبال زیر ۲۳ سال مراکش و مراکش بازی کرده‌است.